# كرش (حبيش)

تعديل مصدري - تعديل

كرش هي إحدى قرى عزلة الصدر بمديرية حبيش التابعة لمحافظة إب، بلغ تعداد سكانها 238 نسمة حسب تعداد اليمن لعام 2004.